# Сулхан Цинцадзе
Сулхан Цинцадзе (на грузински: სულხან ცინცაძე) е грузински композитор от 20 век.
Започва кариерата си през 1940-те години като виолончелист в Грузинския държавен струнен квартет.
Автор е на 12 струнни квартета и миниатюри за квартет, 2 опери, 5 балета, 5 симфонии, 24 прелюда за виолончело и оркестър и цигулка и оркестър, 2 концерта за пиано и оркестър, 2 концерта за виолончело и оркестър, 2 концерта за цигулка и оркестър, 3 оперети и музика за много филми.